# Noah Hobbs
Alfred Bruce Noah Hobbs (født 23. juli 2004 i Barnstaple) er en cykelrytter fra England, der kører for EF Education-Aevolo.